# Drażewo (Bułgaria)
Drażewo (bułg. Дражево) – wieś w południowo-wschodniej Bułgarii, w obwodzie Jamboł, w gminie Tundża. Według danych Narodowego Instytutu Statystycznego, 31 grudnia 2011 roku wieś liczyła 700 mieszkańców.

## Historia
Tereny dzisiejszego Drażewa były zamieszkiwane przez plemiona trackie. W Drażewie odkryto pozostałości domostw, sześć grobowców, ceramikę i narzędzia wykorzystywane przez Traków. Wieś była wzmiankowana w tureckich dokumentach z 1666 roku, według których liczyła wówczas 17 domów.

## Kultura i oświata
- Dom kultury "Progres"
- Przedszkole "Prolet"
- Szkoła podstawowa Świętych Cyryla i Metodego

## Galeria

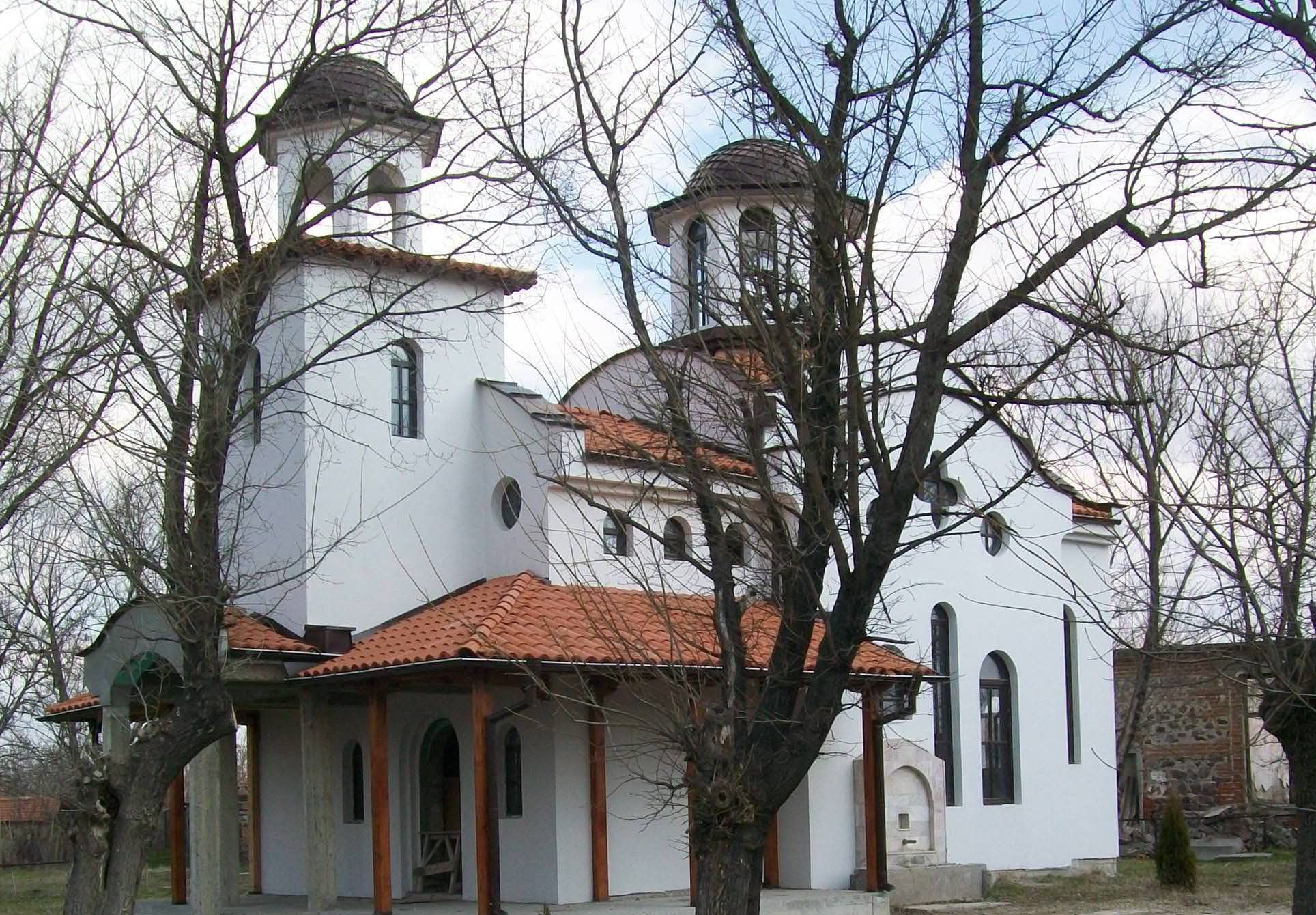
Cerkiew Świętego Eliasza
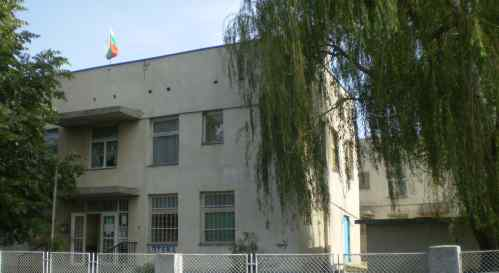
Kmetstwo
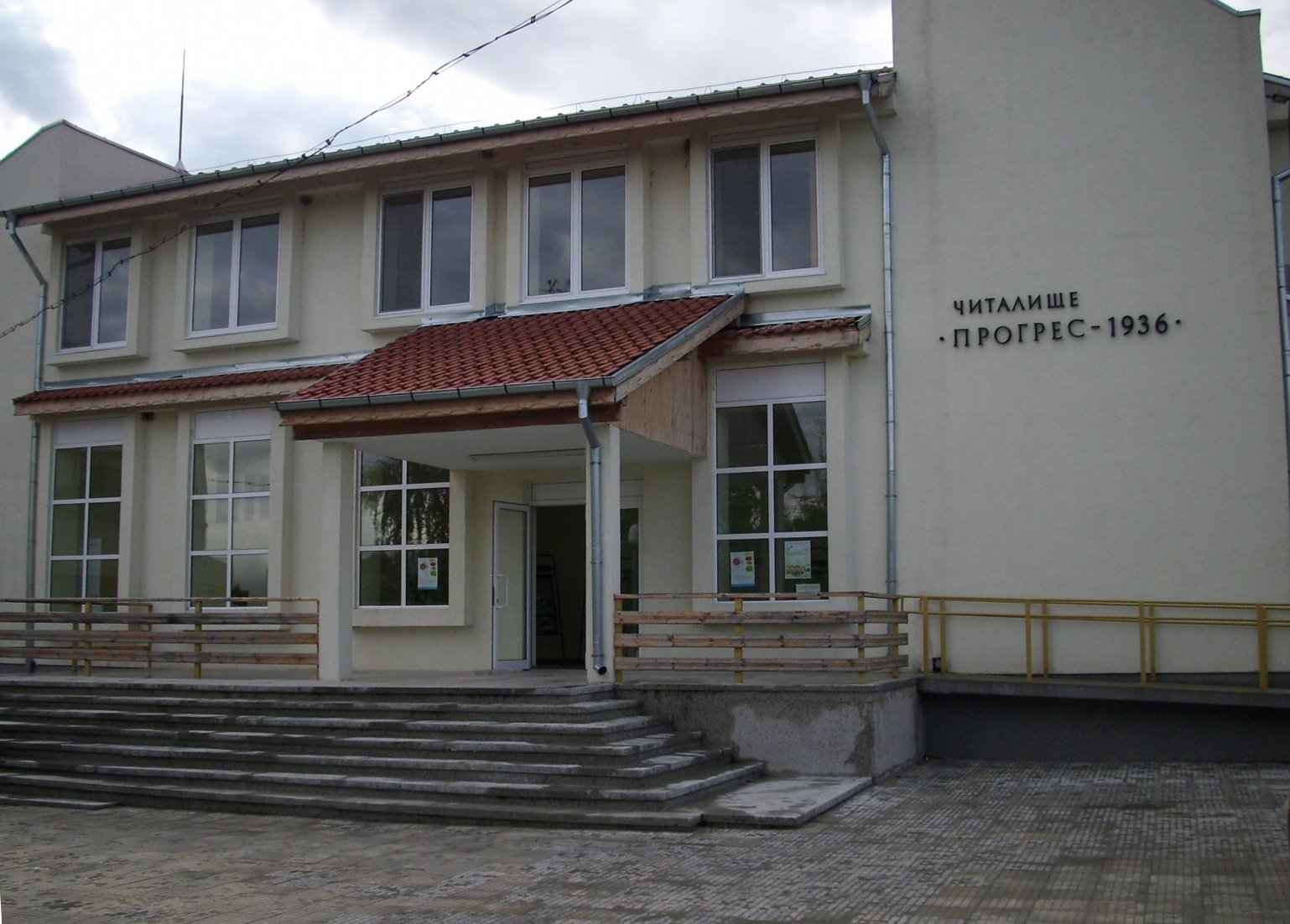
Dom kultury "Progres"
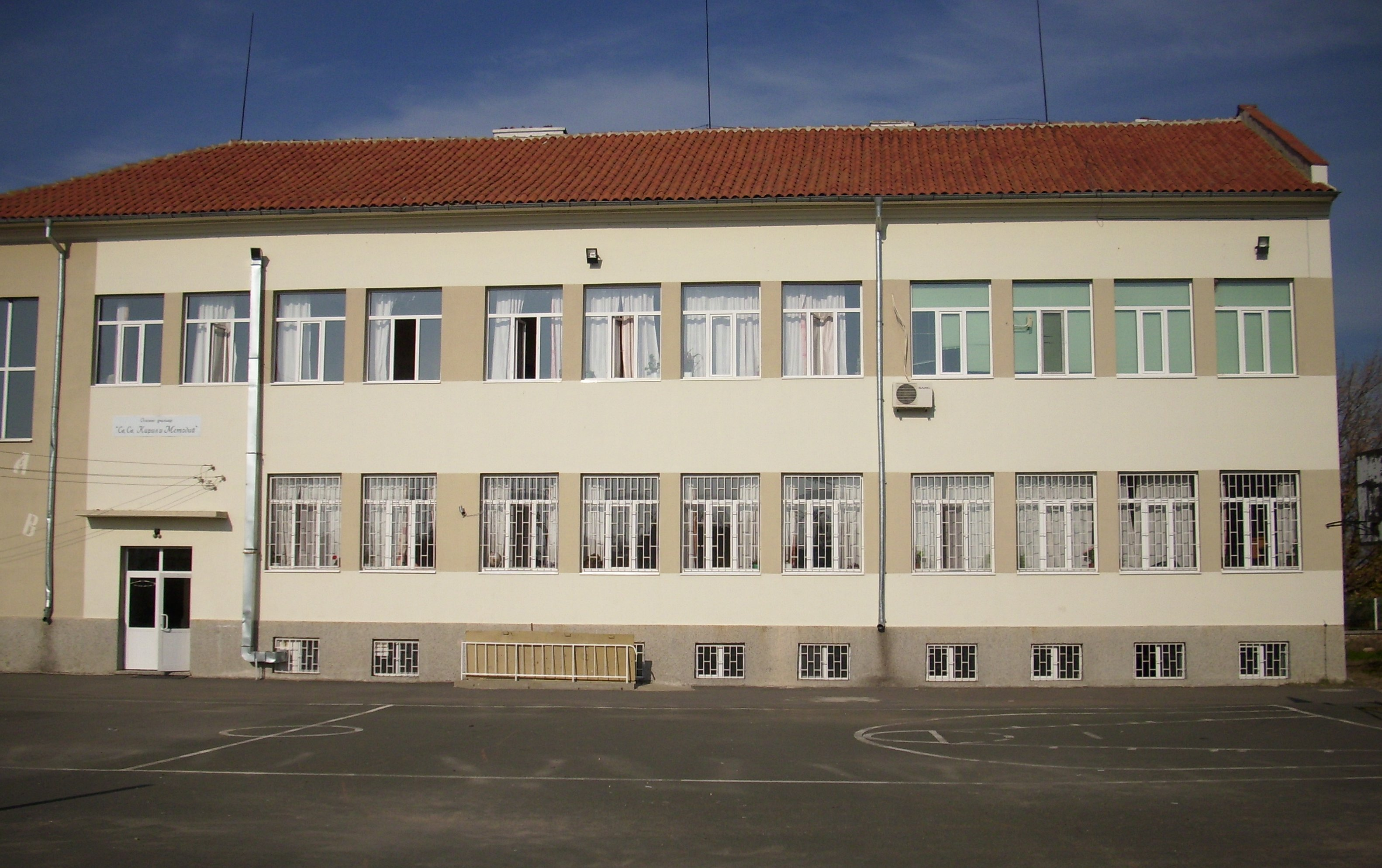
Szkoła podstawowa Świętych Cyryla i Metodego